# Clusia fluminensis
Clusia fluminensis là một loài thực vật có hoa trong họ Bứa. Loài này được Planch. & Triana mô tả khoa học đầu tiên năm 1860.

## Hình ảnh

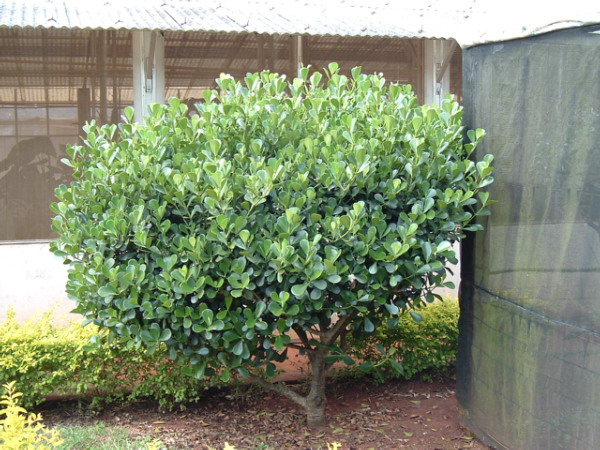
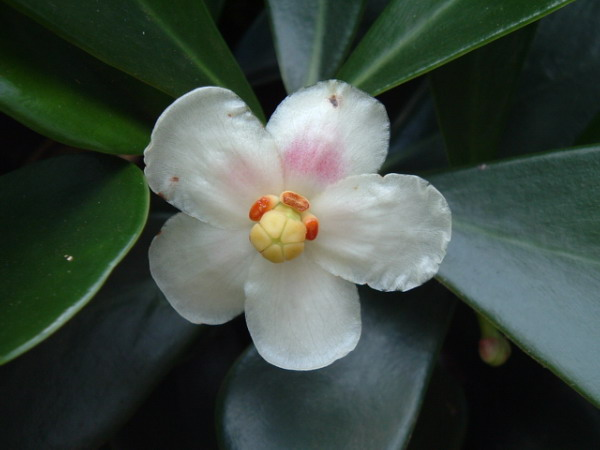